# Tölö sockerbruk

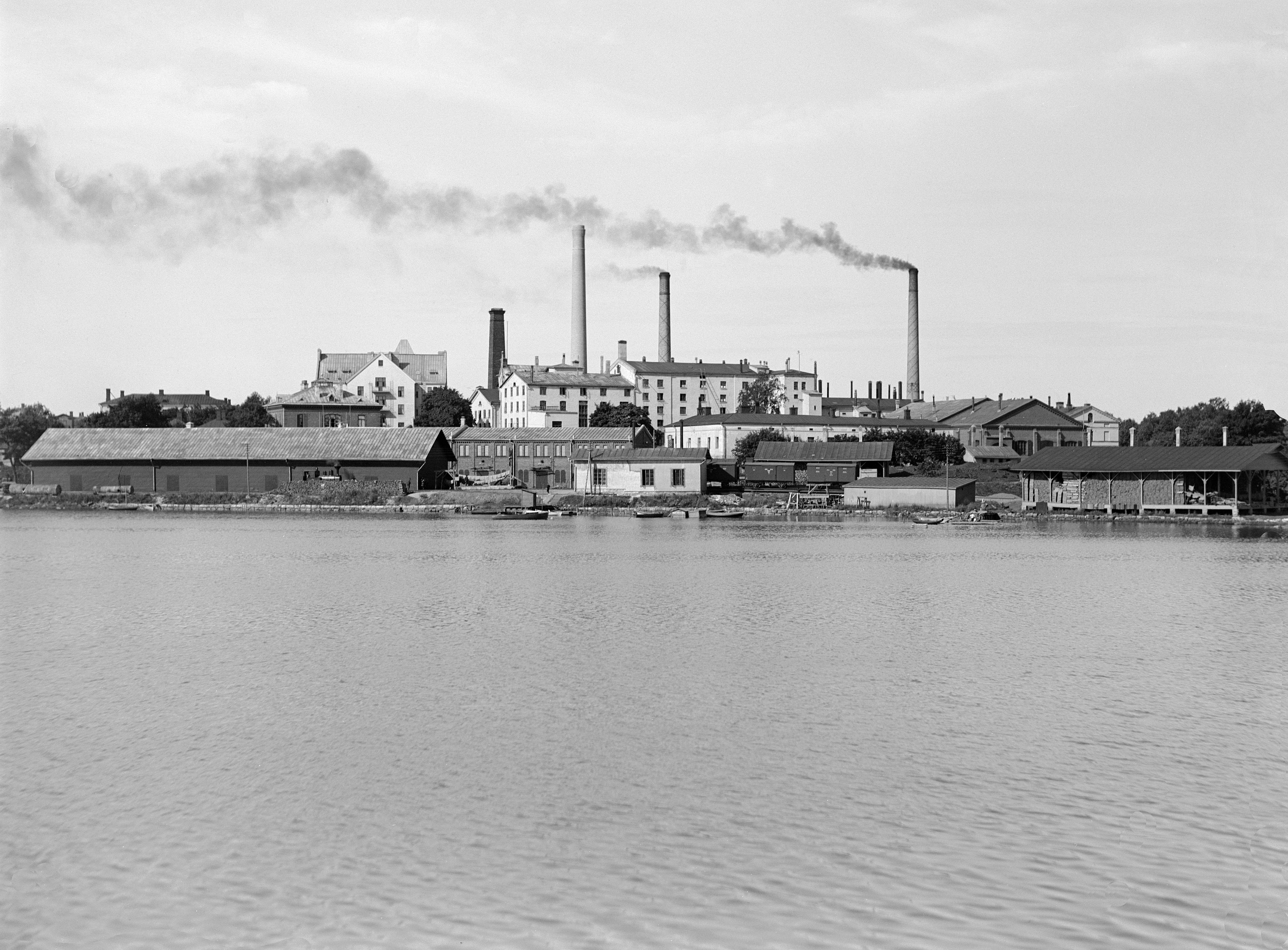
Tölö sockerbruk

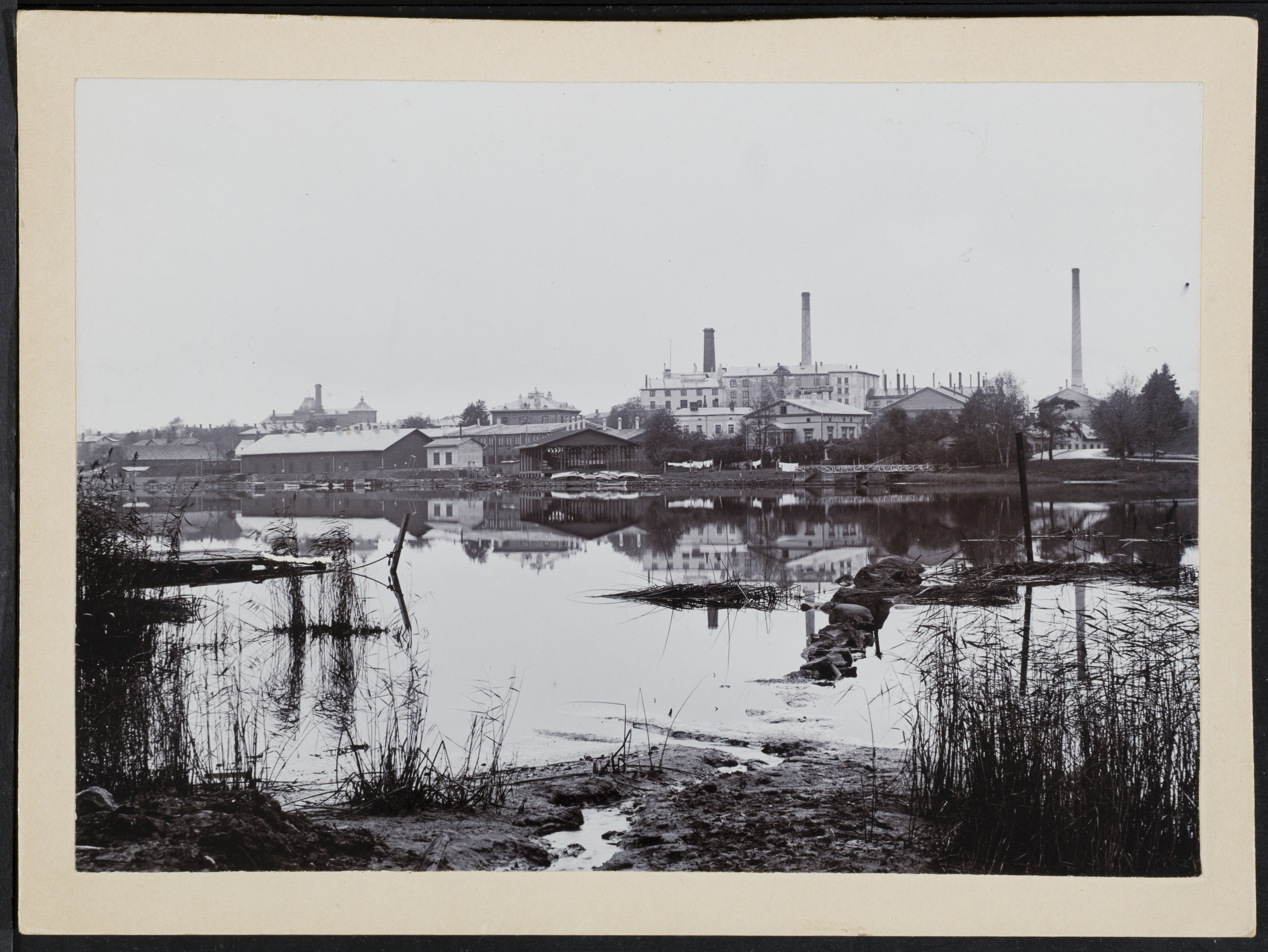
Tölö sockerbruk och Tölöviken, 1890-talet

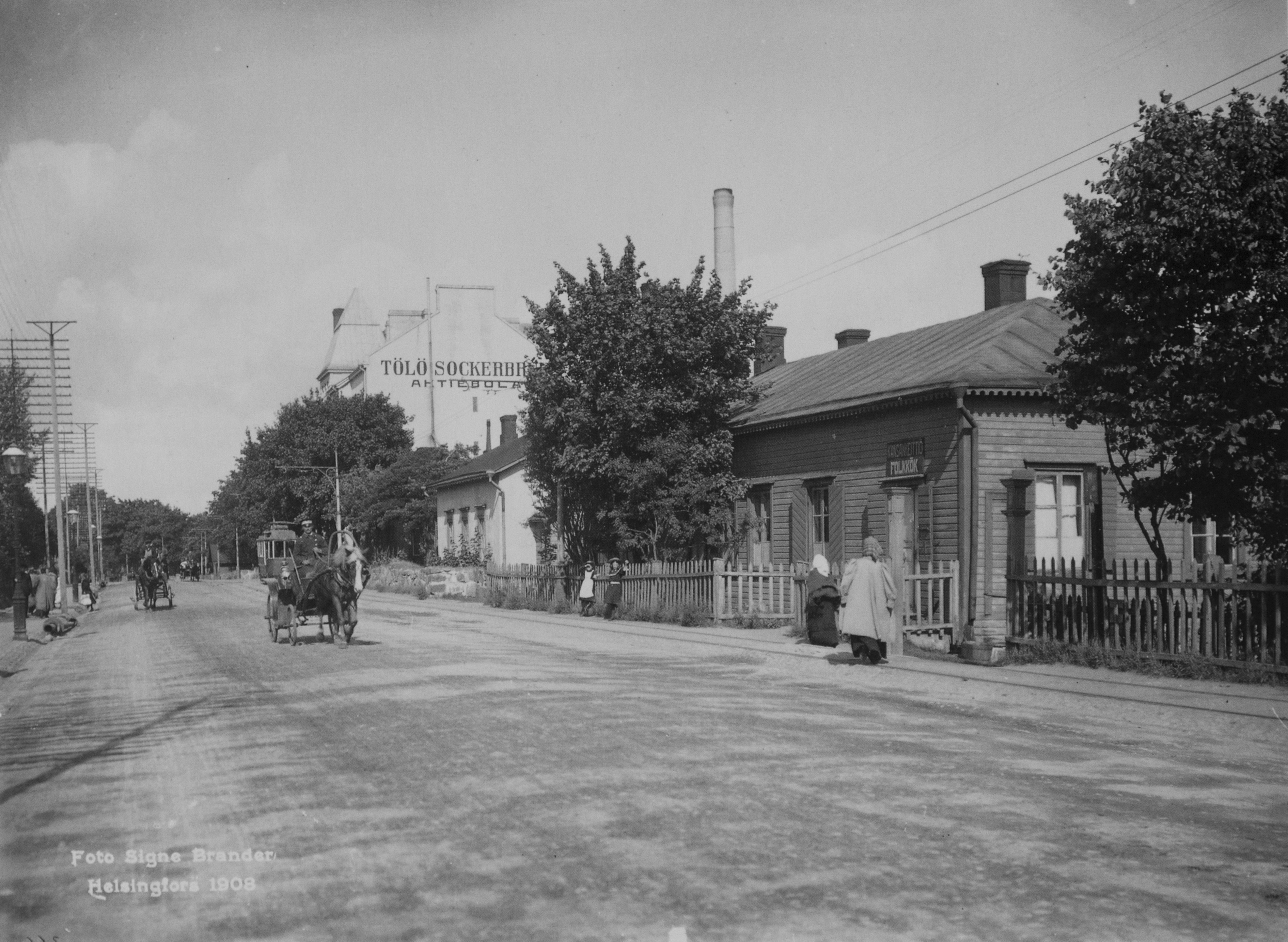
Västra chausséen 5–7 (nuvarande Mannerheimvägen 13–15) med Tölö sockerbruk, 1908. I förgrunden ligger Hesperiavillan. Foto: Signe Brander.

Tölö sockerbruk (finska: Töölön sokeritehdas) var ett finländskt sockerbruk i Helsingfors.
Tölö sockerbruk grundades 1806 av Bernhard Manecke (1755–1808) i fastigheten som inrymmer nuvarande Kiseleffska huset vid hörnet av dagens Unions- och Alexandersgatorna i sydvästra hörnet av Senatstorget. Det bedrevs vidare från 1812 av Feodor Kiseleff. Som flera andra industrier i Helsingfors låg sockerraffinaderiet vid denna tid i stadskärnan, men 1825 bestämde staden att fabriker och verkstäder på grund av brandrisken skulle placeras utanför Estnäs. 
Också på grund av olägenheter med lukten flyttade fabriken 1823 ut ur staden till stranden av Tölöviken, utmed utfartsvägen till Åbo, den som på 1860-talet blev Västra Chausséen och under 1900-talet Mannerheimvägen. Det nya sockerbruket planerades av Carl Ludvig Engel och var granne med  Kiseleffs tegelbruk.
Brukets produktion växte kraftigt från 1829 och Tölö sockerbruk var mellan 1839 och 1859 det enda i sitt slag i Finland.
Tölö sockerbruk införlivades 1919 i det nybildade Finska socker. Sockerbruket vid Tölöviken var i drift fram till 1965, då produktionen flyttades till Kantvik i Kyrkslätt. Finlands nationaloperas hus, som invigdes 1993, uppfördes på den tidigare fabrikstomten.
År 1952 invigdes Finska sockers nya huvudkontor vid Mannerheimvägen 15 i rött tegel, ritat av Hugo Harmia och Woldemar Baeckman. Det är den enda byggnaden från sockerbrukstiden som fortfarande finns kvar i området. Viljo Savikurkis skulptur Sockerflickan restes framför byggnaden 1956. Idag inrymmer byggnaden Soprano Oyj:s huvudkontor och Tölövikens utbildningscampus. År 1997 avtäcktes en minnestavla med en relief på byggnadens yttervägg, med text på finska och estniska om att Estlands vice premiärminister Jüri Vilms dog i sockerfabrikens område den 13 april 1918. Enligt en omdiskuterad historieskrivning ska den tyska expeditionskåren ha avrättat Vilms vid sockerbruket under ockupationen av Helsingfors.

## Bildgalleri

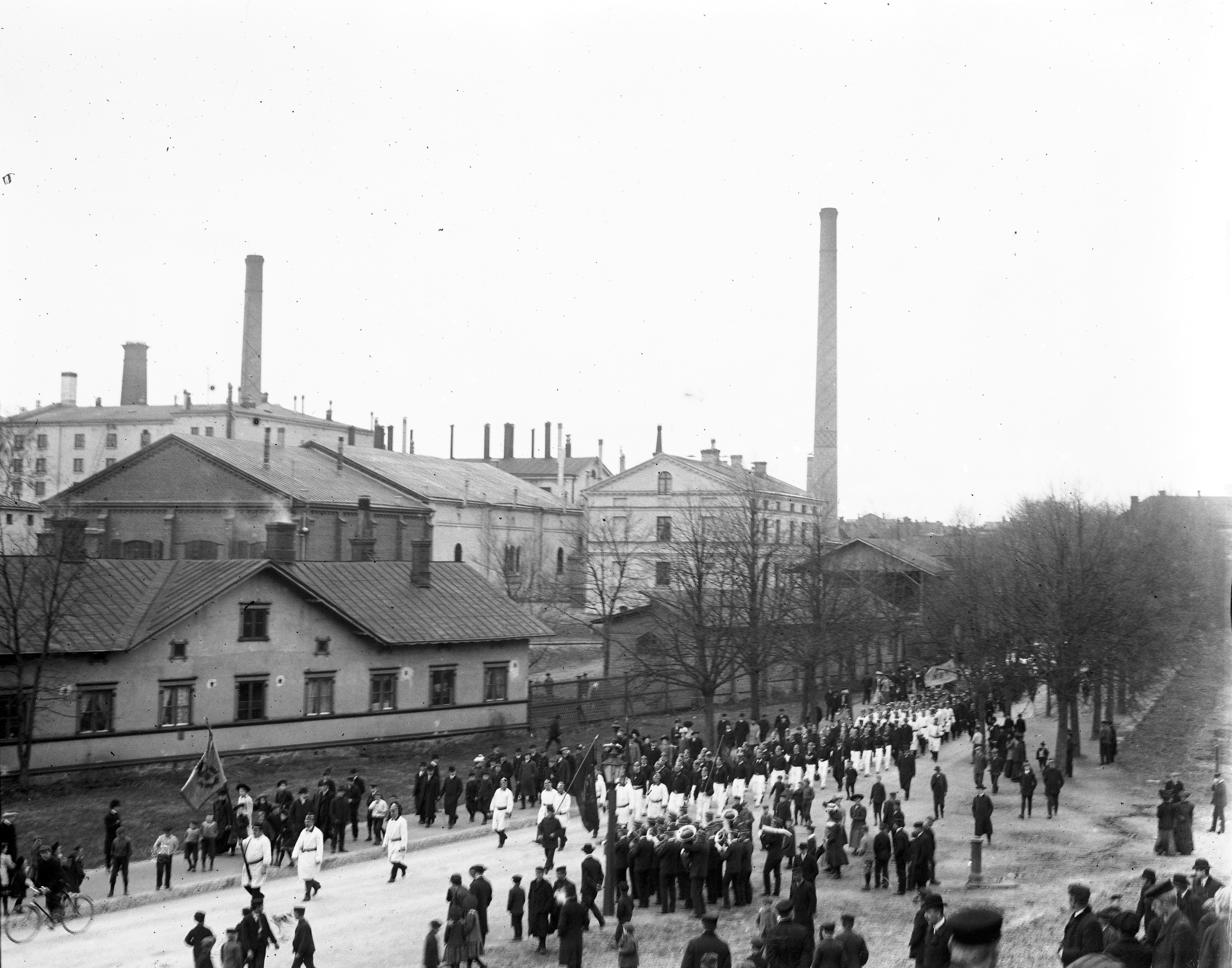
Militärparad utanför Tölö sockerbruk, okänt år.
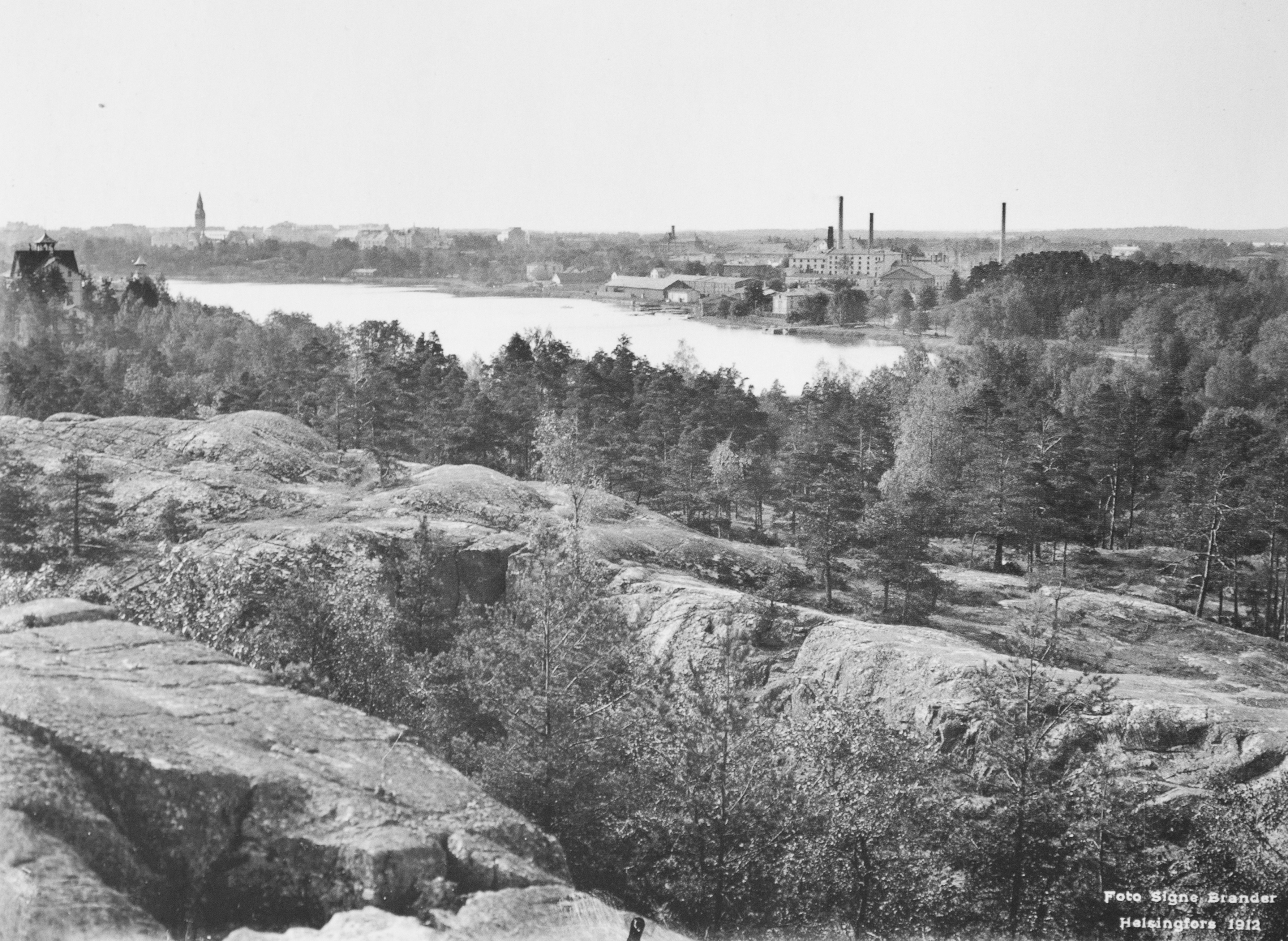
Fabriksområdet sett från Fågelsången.
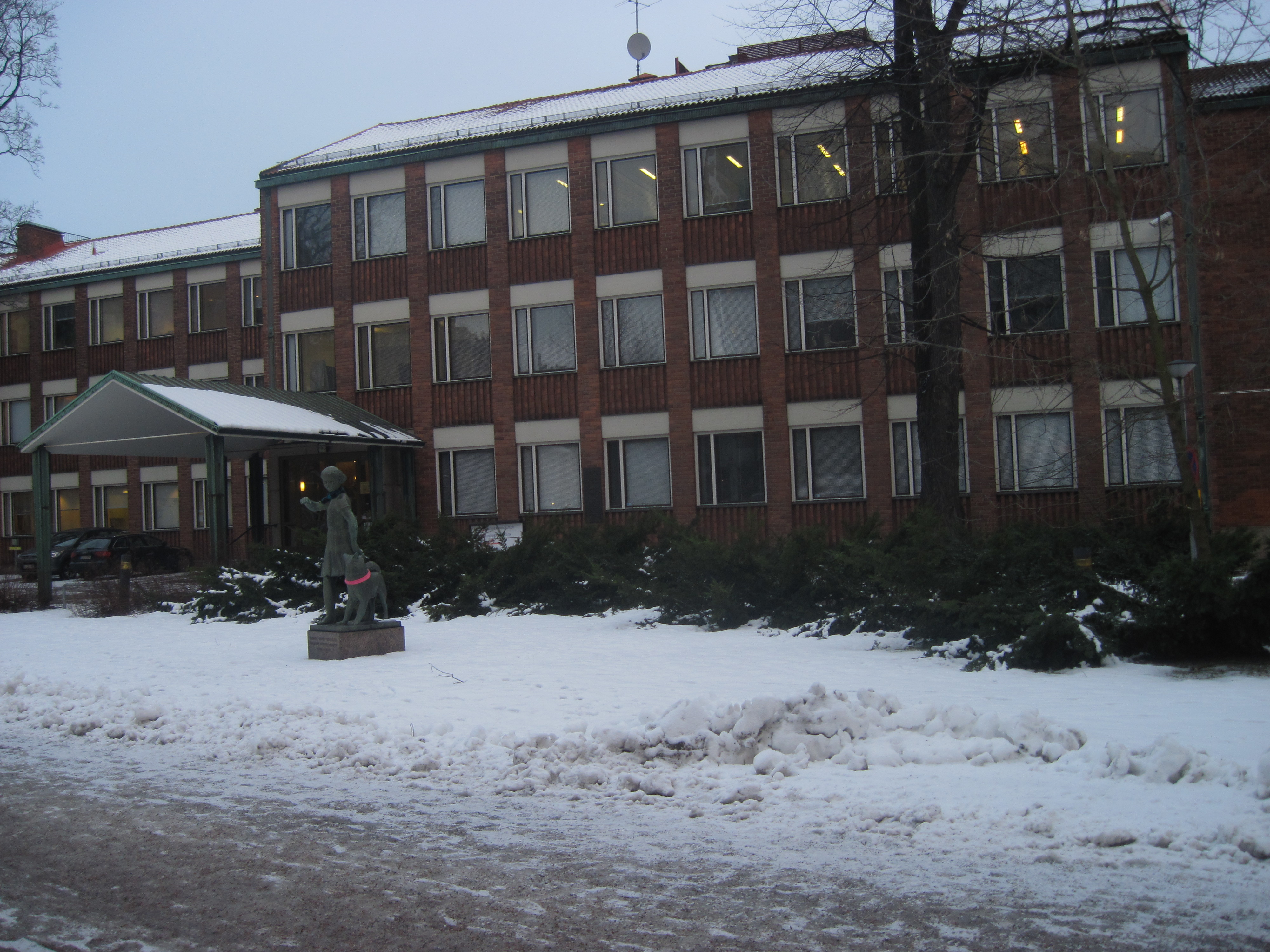
Finska sockers huvudkontor på Mannerheimvägen 15.
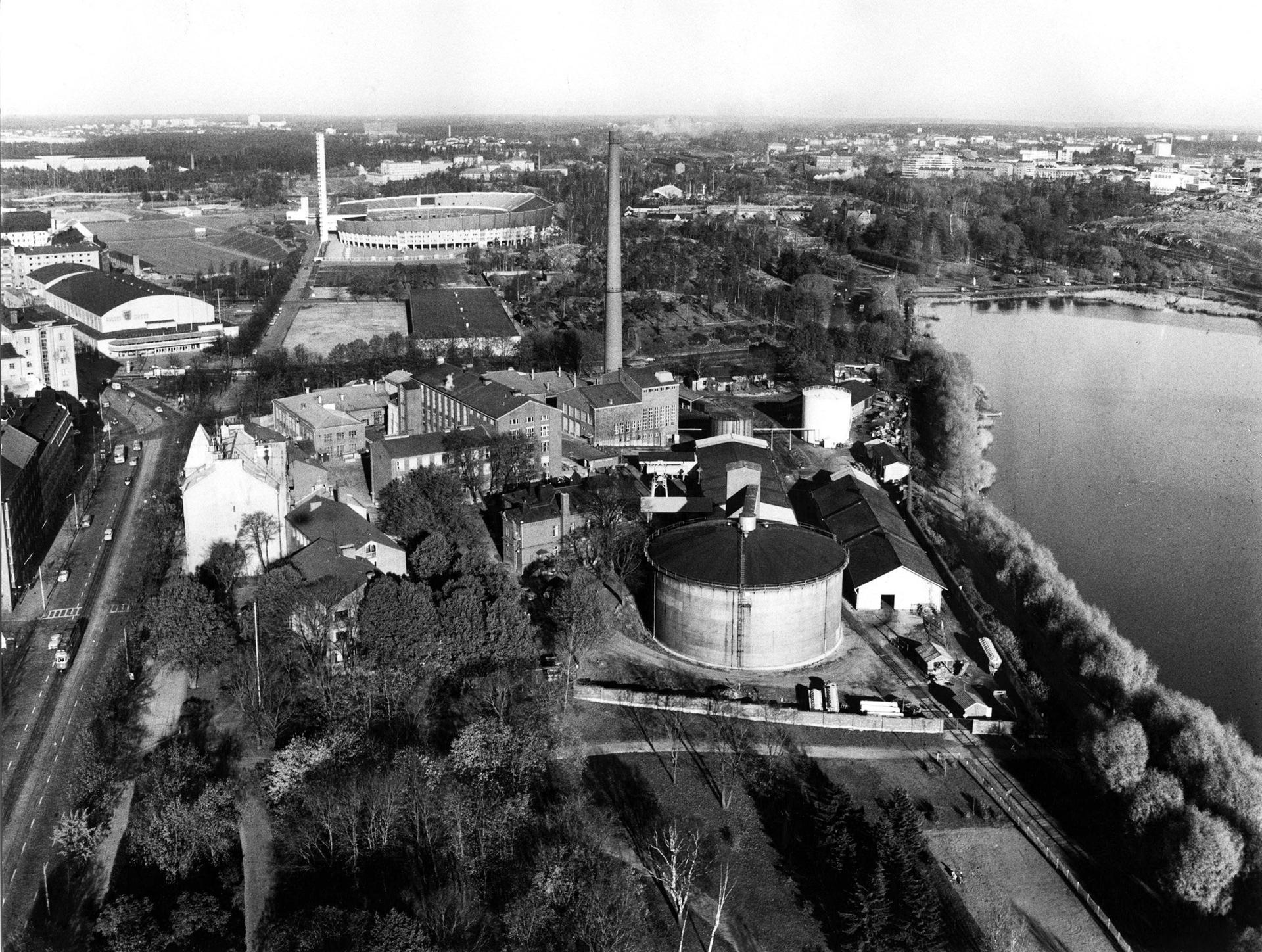
Fabriksområdet 1962.
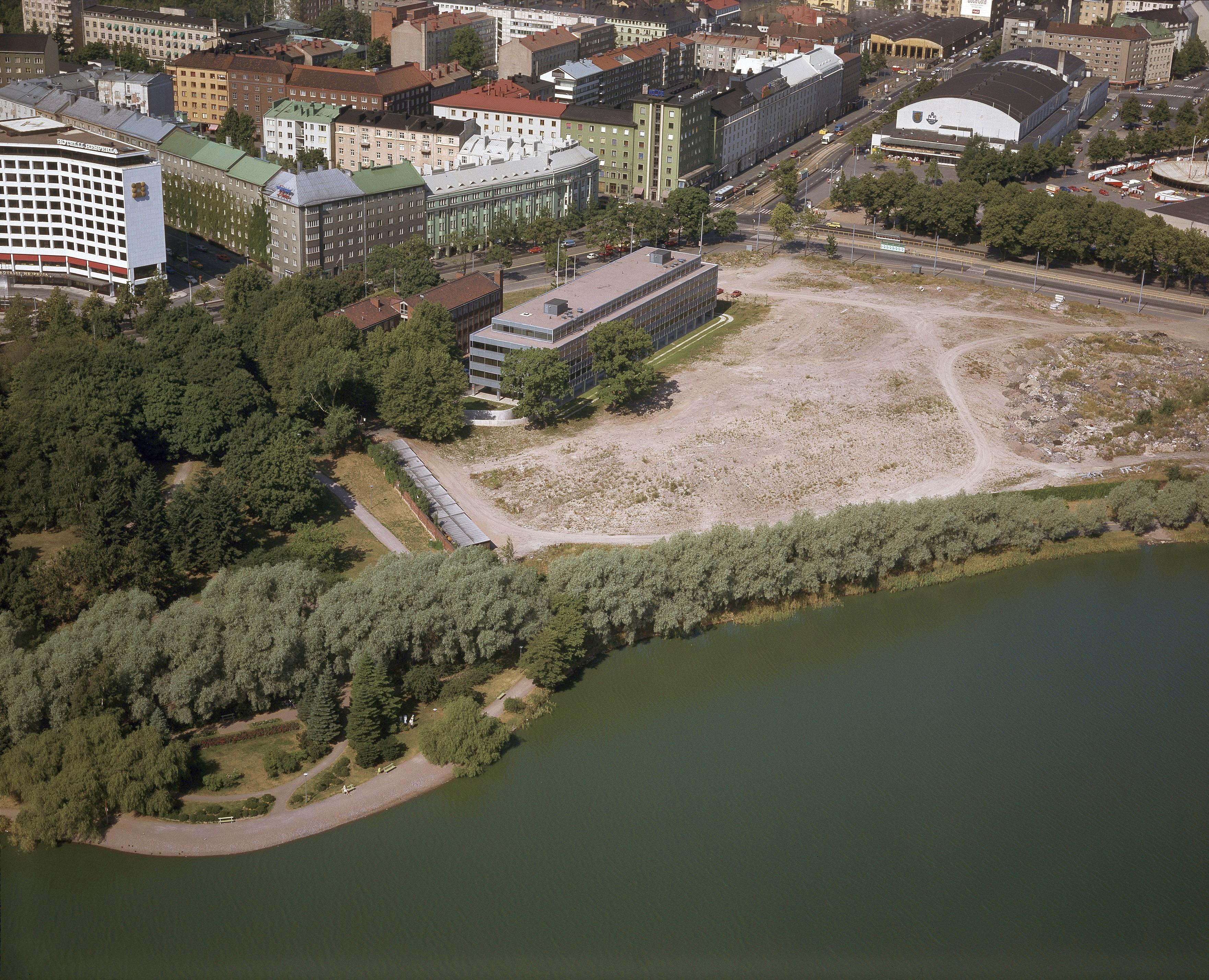
Tölö sockerbruks tomt 1975, med Finska sockers tidigare kontor mot Mannerheimvägen.
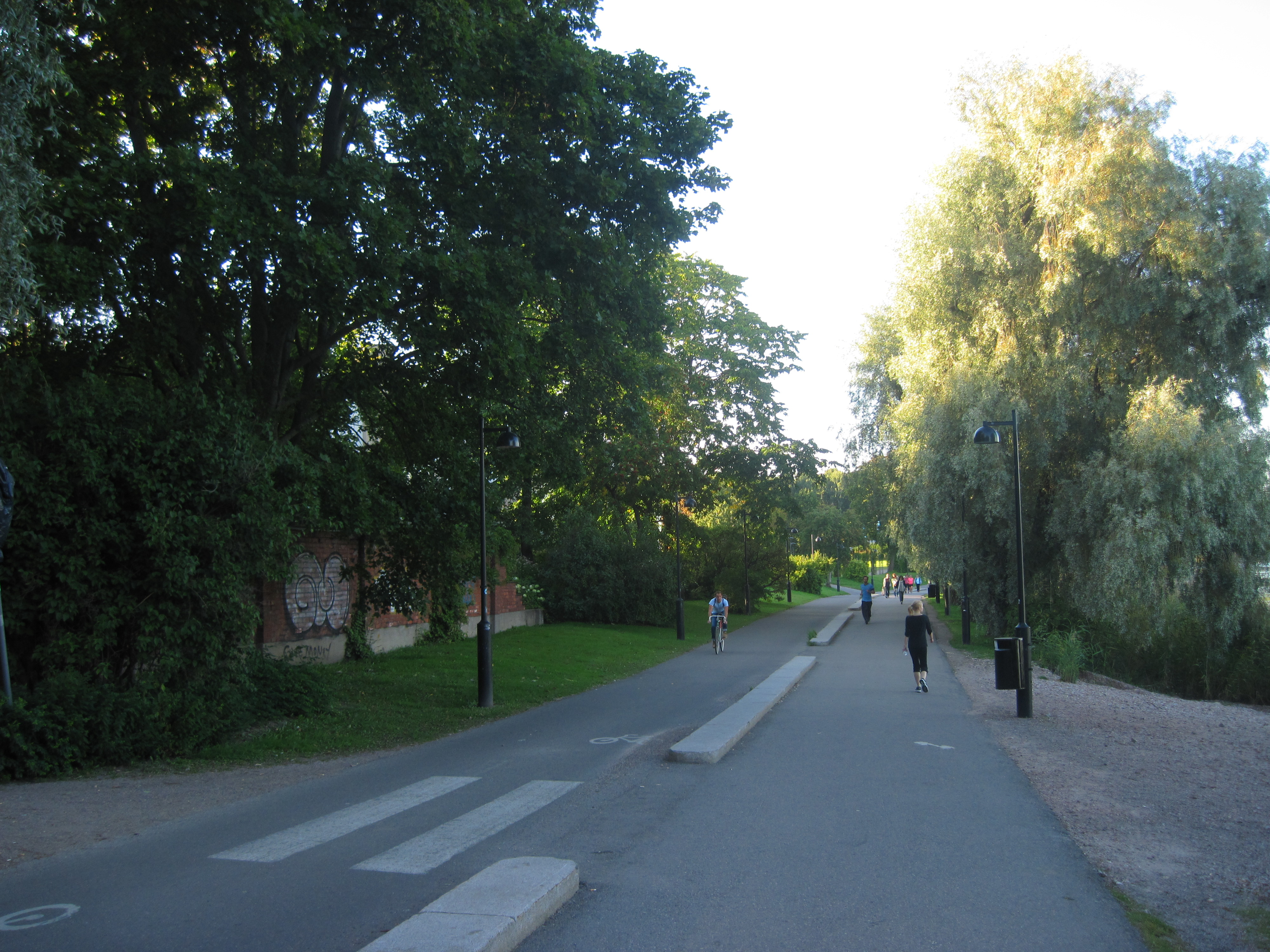
Tölö strandväg i det tidigare fabriksområdet, 2013.